# Sexmo de Tera
El Sexmo de Tera fue una división administrativa medieval española que comprendía una parte del término rural dependiente de la Universidad de la Tierra de Soria.
Los sexmos fueron una división administrativa circunstancial que, en un principio, equivalían a la sexta parte de un territorio determinado, aunque posteriormente el número de sexmos podía aumentar o disminuir como ocurre en la Tierra de Soria, dividida en cinco sexmos: Frentes, San Juan, Arciel, Luvia, Tera.

## Lugares que comprendía
| - Adobezo (despoblado). - Ahedo de Abieco (despoblado). - Ahedo de Razón(despoblado). - Almarza. - Aldehuela del Rincón. - Arévalo. - Arguijo. - Arquillo (despoblado). - Azapiedra (despoblado). - Barrio de Los Santos. - Barriomartín - Castellanos de la Sierra (despoblado). | - Cebollera (despoblado). - Chavaler. - Camparacóces (despoblado). - Cubo de la Sierra. - Espejo. - Estepa. - Fuensaúco. - Fuentecantos. - Gallinero. - Garray. - Guardatillo (despoblado). - El Henar (despoblado). | - La Losa (despoblado). - Molinos de Razón. - Masegoso (despoblado). - Matute. - Los Palancares (despoblado). - Posada Rey (despoblado). - La Póveda. - Portelárbol - Portelrubio. - Pozalmuro. - Rebollar. | - Rollamienta. - San Andrés. - San Vicente (despoblado). - Segoviela. - Sepúlveda. - Sotillo. - Tera. - Torrearévalo. - Valdeavellano. - Ventosa de la Sierra - Villar del Ala |  |